# Bitwa pod Montijo
Bitwa pod Montijo – starcie zbrojne, które miało miejsce w roku 1644 w trakcie wojny hiszpańsko-portugalskiej (1640–1668).
Dnia 1 grudnia 1640 r. w Lizbonie wybuchło powstanie przeciwko Hiszpanom, na czele którego stanął książę de Bragança. Z pomocą powstańcom przyszły wkrótce Anglia i Francja. Osłabiona walkami w Niderlandach Hiszpania nie była w stanie stłumić rebelii, tocząc długotrwałą wojnę. W roku 1644 w kierunku Lizbony pomaszerowała armia dowodzona przez generała Gerolamo Caracciolo w sile 8000 piechoty i 2500 jazdy. Do bitwy z Portugalczykami doszło pod Montijo. Siły portugalskie liczące 7000 ludzi pod wodzą Matiasa de Alburguergue odparły atak jazdy hiszpańskiej po czym przy wsparciu artylerii uderzyły na skrzydło przeciwnika rozbijając jego siły i zmuszając resztę wojsk do odwrotu. Straty hiszpańskie wyniosły 3000 ludzi.